# Puig Ciutat
Puig Ciutat és un jaciment arqueològic al terme municipal d'Oristà, (Lluçanès), declarat Bé cultural d'interès local.
Està situat en un altiplà de 5,1 hectàrees de superfície, en un punt proper al poble de la Torre d'Oristà. El turó és voltat per un dels meandres que fa la riera Gavarresa poc abans de rebre les aigües d'un dels seus afluents, el torrent d'Olost.

## Història i excavació
Puig Ciutat va ser, en la seva última fase, un espai d'hàbitat romà durant el segle i aC. És un jaciment que es coneix de manera intensiva a partir de l'any 2010, en què un equip jove comença a treballar-hi. Les excavacions realitzades des de llavors han posat al descobert diverses estructures arquitectòniques de gran rellevància. És un jaciment que en la seva última fase, durant el període romà tardo-republicà, hauria fet funcions de guarnició militar o praesidia en el territori, en un moment d'inestabilitat com és la Guerra Civil entre Juli Cèsar i els partidaris de Gneu Pompeu Magne (49-45 aC), amb un final violent amb restes d'incendi i amarament llancívol.
Així fins al 2013 s'havia pogut documentar un tram de muralla a l'est del jaciment, així com estructures habitacionals adossades a aquesta. En la zona central de l'altiplà, en un altre camp, també es van poder recuperar estructures habitacionals complexes amb una rica cultura material. El jaciment compta, també, amb dues fases precedents, una possiblement ibèrica (aprox. IV-II aC), molt arrasada per l'ocupació romana posterior, i una d'anterior, del bronze final/primera edat del ferro (aprox. mitjan s. IX-VII), que encara resta força desconeguda.
Durant els últims mesos de l'any 2014 es desenvolupà en el jaciment una excavació dins el projecte de subvencions de l'1% Cultural de l'Eix Transversal (CEDINSA) que va permetre recuperar el tram sud-est de la muralla perimetral i entendre millor el sistema d'accés a l'assentament. Gràcies a aquesta subvenció també es va posar en funcionament la pàgina web del jaciment, per facilitar l'accés de la informació generada a totes aquelles persones que en puguin tenir interès.
A finals de 2015 es va realitzar una altra campanya, en aquest cas dins un projecte FEDER del municipi d'Oristà, amb la idea de convertir el jaciment en un parc arqueològic visitable i d'accés obert, nexe d'unió entre els nuclis d'Oristà i la Torre d'Oristà. Aquesta intervenció va consistir a excavar dos espais uniformes per permetre explicar el jaciment. Així el dissabte 12 de març de 2016 es va inaugurar el parc arqueològic de Puig Ciutat després de la museïtzació de les restes excavades, senyalitzar els punts d'interès i habilitar l'entorn a les visites. En aquests moments les visites es poden fer lliurement a partir dels plafons i dels codis QR repartits pel parc.
Els treballs realitzats des del 2010 han confirmat la seva importància per a l'estudi de l'ocupació del territori i pel final violent que va tenir, a més de resultar un camp de pràctiques intensiu en la geofísica. El projecte de Puig Ciutat es considera avui dia una de les intervencions arqueològiques més importants dutes a terme a Catalunya.

## Programes de televisió
Puig Ciutat va ser l'escenari del sisè capítol de la segona temporada del programa de TV3 Sota terra que es va emetre per primer cop el diumenge 26 de febrer de 2012.
Posteriorment el jaciment també ha estat particip de la gravació d'un capítol del programa de Canal Historia Arqueólogo por un día amb la medallista olímpica María Vasco com a convidada.

## Projecte
En l'actualitat les excavacions de Puig Ciutat formen part del projecte arqueològic "El nord-est de la Citerior d'Escipió Emilià a Cèsar: la militarització del paisatge com a model de gestió territorial Arxivat 2016-03-16 a Wayback Machine." liderat des del Museu d'Arqueologia de Catalunya i que també treballa altres jaciments romans de caràcter militar.